# 2019年聖保羅貝爾206B直升機事故
2019年2月11日，當地時間(UTC−02:00)12時15分左右一架編號PT-HPG的貝爾206B直升機因不明原因嘗試降落在羅多阿內爾·馬里奧·科瓦斯高速公路時墜毀，導致機上兩人—記者里卡多·博埃查特（Ricardo Boechat）和飛行員羅納爾多·誇特魯奇（Ronaldo Quatrucci）罹難，地面一人受傷。

## 事發過程
旗手電視台的新聞主播兼記者里卡多·博埃查特在製藥公司Libbs發表完演說後從坎皮納斯飛往位於聖保羅的電視台總部時發生意外，兩地距離約100公里。
目擊者稱直升機在羅多阿內爾高速公路7公里處、安漢古埃拉高速公路上低空飛行，並嘗試迫降在匝道，但與一輛行駛中的卡車相撞，隨後起火並最終爆炸。
路過的女子萊莉安妮·拉斐爾·達席爾瓦（Leiliane Rafael da Silva）稱，看到一人從直升機跳出，但隨即被墜落的機體擊中，儘管如此，該人仍試圖尋求幫助。

## 失事飛機
失事飛機為貝爾206B，出廠於1975年，註冊編號PT-HPG。飛行員為該公司的所有者之一。

## 調查
根據巴西國家民航局（Anac）的初步訊息，該直升機的適航證效期至2023年5月。然而，直升機所有者RQ Serviços Aéreos Especializados Ltda.並未獲得授權提供空中載客服務，僅獲准提供航拍、空中運輸等航空服務，巴西國家民航局已宣布對此案展開調查。
2011年，因非法提供觀光飛行服務被罰款8000雷亞爾。
巴西航空事故調查與預防中心（CENIPA）與聖保羅技術科學警察合作，並指派第四區域航空事故調查與預防機構（Seripa 4º）負責調查。

### 調查結果
2020年10月29日，巴西航空事故調查與預防中心（CENIPA）發布最終調查結果。此事故發生原因為未遵守多項維修程序，以及飛行員在自轉下滑操作中未正確操控飛機，導致了此次事故。

## 外部連結
- 2019年聖保羅貝爾206B直升機事故最終調查報告